# Gunzenhausen (stacja kolejowa)
Gunzenhausen (niem: Bahnhof Gunzenhausen) – stacja kolejowa w Gunzenhausen, w regionie Bawaria, w Niemczech. Jest stacją węzłową na linii Treuchtlingen – Würzburg. Ponadto w Gunzenhausen rozpoczyna się linia do Pleinfeld i do Nördlingen.
Według klasyfikacji Deutsche Bahn posiada kategorię 4 i posiada 3 perony. Stacja obsługiwana jest codziennie przez około 60 pociągów Deutsche Bahn AG. Budynek dworca powstał w 1865 i jest obiektem zabytkowym.
Obok dworca kolejowego Gunzenhausen w mieście znajduje się dawny przystanek Cronheim, który leży na linii kolejowej Nördlingen-Gunzenhausen i jest obsługiwany wyłącznie przez pociągi muzealne.

## Położenie
Stacja znajduje się na północ od centrum miasta Gunzenhausen. Budynek dworca położony jest na południe od torów na Bahnhofplatz 3. Na zachód od stacji przechodzi w Bahnhofstraße, która łączy dworzec z centrum miasta. Perony są połączone z dworcem przejściem podziemnym. Na północ od torów znajduje się powierzchnia handlowa Alemannenstraße.
Na stacji krzyżują się trzy linie kolejowe. Linia kolejowa Treuchtlingen-Würzburg (nr 5321) jest dwutorową i zelektryfikowaną główną linią z maksymalną prędkością 160 km/h. Jest on wykorzystywana w transporcie regionalnym i międzymiastowym, w tym ICE z Monachium do północnych Niemiec. Ponadto od Gunzenhausen wybiegają dwie trasy do Nördlingen i do Pleinfeld (obie nr 5330) jednotorowe i niezelektryfikowane. Linia do Pleinfeld jest wykorzystywana w ruchu regionalnym, natomiast linia do Nördlingen jest obsługiwany tylko w ruchu towarowym i muzealnym.

## Historia
Stacja kolejowa Gunzenhausen została otwarta 20 sierpnia 1849 w połączeniu z linią Oettingen-Gunzenhausen Ludwig-Süd-Nord-Bahn. W dniu 1 października 1849 roku linię przedłużono do Schwabach. 1 marca 1854 cała Ludwig-Süd-Nord-Bahn z Hof została otwarta. Linia została przeprowadzona przez Nördlingen i Gunzenhausen, ponieważ bezpośrednia droga przez Wyżynę Frankońską była nieekonomiczna. 1 lipca 1859 roku otwarto linię kolejową do Ansbach i połączyła miasto z Ludwig-Süd-Nord-Bahn. W dniu 1 lipca 1864 ta linia została przedłużona do Würzburga i 2 października 1869 nastąpiła rozbudowa linii z Gunzenhausen do Treuchtlingen. W dniu 1 października 1906 linia Norymberga-Augsburg, która biegła przez Treuchtlingen i Wyżynę Frankońską, została otwarta. Spowodowało to zmniejszenie znaczenia linii do Nördlingen.
Na linii kolejowej Nördlingen-Gunzenhausen Deutsche Bundesbahn zaprzestało w dniu 29 września 1985 roku transportu pasażerskiego i towarowego w dniu 1 sierpnia 1995 r. Od 8 czerwca 2003 trasa znajduje się pod zarządem Bawarskiego Muzeum Kolejnictwa. Ponadto regularne transport towarów odbywa się na linii do fabryki Schwarzkopf w Wassertruedingen.

## Linie kolejowe
- Treuchtlingen – Würzburg
- Nördlingen – Gunzenhausen
- Gunzenhausen – Pleinfeld